# Christoffer Brunell
Christoffer Brunell, född 20 augusti 1643 i Brunskogs församling, Värmlands län, död 7 juni 1704 i Stockholm, var en svensk rådman och riksdagsman.

## Biografi
Christoffer Brunell föddes 1643 på Brunskogs prästgård i Brunskogs socken. Han var son till kyrkoherden Nicolaus Pauli Brunskogius i Brunskogs församling och Brita Brunia. Brunell blev 5 mars 1663 student vid Uppsala universitet och blev auskultant vid Stockholms rådhusrätt och kämnärsrätt. Han blev 1673 stadsaktuarie och 1674 primariekämnär (med ed 23 april). Brunell blev 4 april 1676 notarie vid stadens kämnärsrätt och 6 februari 1677 extra ordinarie rådman. Han blev 1679 ordinarie rådman och 9 april 1694 stadssekreterare. Brunell var riksdagsledamot för borgarståndet i Stockholm vid riksdagen 1686, riksdagen 1689, riksdagen 1693 och riksdagen 1697. Han avled 1704 och begravdes 11 juni samma år i Katarina kyrka.

### Familj
Brunell gifte sig 1672 med Christina Neüberg (död 1703), dotter till majoren Daniel Neüberg på Nyenskans. De fick tillsammans barnen kanslirådet Nils Örncrona (1673–1734) och ryttmästaren Carl Örncrona (1677–1733) vid Livregementet till häst.